# Eiphosoma paraguaiense
Eiphosoma paraguaiense là một loài tò vò trong họ Ichneumonidae.